# Альбрехт, Карл Иванович (1897)
Ка́рл Ива́нович А́льбрехт (настоящее имя — Карл Маттеус Лёв (нем. Karl Matthäus Löw); родился 10 декабря 1897 года, Германская империя — умер 22 августа 1969 года, Тюбинген, Баден-Вюртемберг, ФРГ) — лесовод, советский высокопоставленный функционер, ставший нацистским писателем. Бывший немецкий коммунист, позднее вступивший в НСДАП и СС.

## Биография

### Ранние годы
Родился в Швабии семье офицера вюртембергской армии. Отец рано умер, и мать одна воспитывала троих сыновей. С 8 лет Карл, помогая семье, работал разносчиком газет. Сразу после окончания школы, в возрасте 17 лет отправился на фронт Первой мировой войны.

### Первая мировая война
Сначала Альбрехт оказался на Восточном фронте, в районе реки Бзура, где уже через 6 дней после прибытия, 14 января 1915 года, получил контузию во время артобстрела и на 2 месяца попал в госпиталь. 21 января 1915 года был произведён в унтер-офицеры. Весной из-за полученной контузии перенёс операцию на горле.
После выздоровления был переведён на Западный фронт, где с апреля 1915 по октябрь 1916 года служил сначала на линии Аргон — Ипр, а затем в районе Бомон — Кранкур — Курсбель. 4 октября 1916 года получил лёгкое огнестрельное ранение головы и верхней части левой руки. После излечения вернулся на фронт, в ноябре 1916 — мае 1917 годов продолжал службу на Сомме, линии Зигфрида, под Аррасом и во Фландрии. Участник Битвы при Аррасе и Битвы на Сомме. 21 января 1917 года был ранен осколком снаряда в правую ногу (бедро и коленный сустав), 29 мая 1917 года был тяжело ранен в правое бедро и правое плечо пулемётной очередью и надолго выбыл из строя, некоторое время был в армейском резерве. 22 июня 1917 года произведён в вице-фельдфебели.
В апреле-мае 1918 года участвовал в наступлении у Новиля, 11 мая того же года был вторично тяжело ранен (раздробление правого предплечья) и демобилизован.
Вице-фельдфебель Карл Альбрехт был после Весеннего наступления 1918 г. начальником патрульного отряда 3-й роты 121-го резервного пехотного полка и находился со своими людьми на участке 2-й роты. У меня была возможность наблюдать, какими превосходными были отношения между командиром и рядовыми, насколько Альбрехт сумел привлечь своих людей к высочайшим достижениям, как они охотно следовали за ним и исполняли всё, что он от них требовал. Альбрехт сумел при тяжелейших обстоятельствах добыть важные сведения о противнике (канадцах). Каждую ночь, от заката до рассвета, он лежал в нескольких мерах от вражеских позиций и скрытно наблюдал за продвижением противника. Неустанно он являл собой пример ревностного служения...

### От коммунизма к национал-социализму
С декабря 1918 года служил заместителем командира войск правопорядка (Ordnungstruppen) Вюртемберга, был председателем батальонного солдатского комитета; вступил в Союз Спартака, позже ставшего основой компартии Германии. В ходе восстания спартаковцев спас жизнь Вилли Мюнценбергу, с которым впоследствии поддерживал тесную связь. Не закончив образование специалиста по лесному хозяйству, Альбрехт с января 1921 года служил в управлении лесного хозяйства на севере Баден-Вюртемберга. В 1923 году получил два с половиной года тюрьмы за развращение несовершеннолетних по пяти эпизодам. В декабре 1923 как инвалиду войны ему был предоставлен четырехмесячный отпуск по состоянию здоровья.
В марте 1924 года по фальшивому паспорту на фамилию Шмидт сел на советский пароход в Гамбурге и сошёл в Мурманске. В апреле приехал в Ленинград, где получил вид на жительство на имя Карла Ивановича Альбрехта. Около года учился в Ленинградском сельскохозяйственном институте. В конце 1924 года познакомился с Кларой Цеткин, которая оказывала ему покровительство вплоть до отъезда из СССР. Вступил в ВКП(б). Работал в Паше-Капецком лесничестве (ныне Тихвинский район), на Карельской центральной опытной лесной станции. С декабря 1928 года работал в РКИ сначала старшим инспектором, затем заведующим лесным отделом (в этой должности не менее двух раз посещал заседания Политбюро). По словам Альбрехта, ему предлагали должность заместителя наркома в наркомате лесной промышленности, образованном в 1932 году, при условии получения советского гражданства, но он отказался.
В марте 1932 года, будучи в командировке во Владивостоке, посетил там германское консульство и попросил выдать немецкий паспорт. Телеграмма из консульства с запросом об Альбрехте был перехвачена ОГПУ, и в мае 1932 он был арестован по статье 58 (контрреволюционная деятельность и шпионаж). Однако в январе 1933 дело было прекращено, зато предъявлены обвинения по статье 152 (развращение несовершеннолетних). В ноябре 1933 Альбрехт признал свою вину, был помилован и в декабре вышел на свободу. В марте 1934 получил немецкий паспорт, советскую выездную визу и выехал в Германию, где был арестован и помещён в гестаповскую тюрьму «Колумбия» досиживать неотбытый срок. В июне 1934 был освобождён и, не найдя в Германии работы по специальности, в июле 1935 переехал в Турцию, где также не получил обещанной работы и был вынужден перебиваться случайными заработками. В декабре 1935 даже обращался в МИД Германии с просьбой разрешить ему вернуться в СССР.
Осенью 1937 года вернулся в Германию, где в 1938 году при покровительстве Геббельса выпустил книгу «Преданный социализм». Книга пользовалась популярностью, поскольку её автором был бывший высокопоставленный советский функционер. После заключения советско-германского пакта 1939 года распространение книги было приостановлено до сентября 1941 года, после чего она была выпущена массовым тиражом (в совокупности 945 000 экземпляров) и активно распространялась на оккупированных территориях. К 1944 году количество отпечатанных экземпляров достигло 2 миллионов. Периодические издания на оккупированной территории СССР в годы Великой Отечественной войны на своих страницах публиковали и другие книги Альбрехта, например, «Тайны кремля».
Альбрехт стал преданным сторонником нацистского режима. На гонорар от книги он приобрёл себе виллу и открыл собственное дело — фирму по оптовой торговле овощами и книжный магазин. С начала войны с СССР возглавлял так называемую «черную» радиостанцию Министерства пропаганды, ведущую передачи на Советский Союз от имени фиктивной подпольной группы «старых ленинцев». С лета 1942 работал в «Организации Тодт» (уволен в апреле 1943). В 1944 году ему присвоено звание гауптштурмфюрера (а в 1945 и штурмбаннфюрера) Ваффен-СС. С этого же времени Альбрехт сотрудничал с обергруппенфюрером Готтлобом Бергером, тесные отношения с которым сохранил и после войны (оба свидетельствовали в пользу друг друга на послевоенных процессах).
После войны провёл более двух лет в американском плену, в ноябре 1947 прошёл денацификацию. До 1956 был активистом антикоммунистической пропаганды. Последние годы жизни провёл в Тюбингене.

## Награды
- Железный крест 2-го класса (5 октября 1916 г.)
- Вюртембергская медаль за храбрость (6 июня 1917 г.)
- Железный крест 1-го класса (17 мая 1918 г.)
- Вюртембергская медаль за заслуги «За верную службу»

также был награждён за особые отличия Золотой премией и портретом кайзера Вильгельма.

### Сочинения
- Der verratene Sozialismus. Zehn Jahre als hoher Staatsbeamter in der Sowjetunion. Nibelungen-Verlag, Berlin und Leipzig 1938
- Sie aber werden die Welt zerstören. Verlag Herbert Neuner, München 1954
- Альбрехт К. И. Рационализация и механизация лесозаготовок. — Москва ; Ленинград : Новая деревня, 1929. — 326 с.
- Альбрехт К. И. Реконструкция и рационализация лесного хозяйства : (По материалам НК РКИ СССР по обследованию лесного хоз-ва СССР в 1928-29 г.) / Под общ. ред. М. М. Кагановича. — Москва ; Ленинград : Гос. с.-х. изд-во, 1930. — 664 с.
- Альбрехт К. И. Власть Сталина. — [Берлин] : [б. и.], [1941]. — 87 с.